# Take me to your leader
Take me to your leader（指導者に会わせてほしい）はサイエンス・フィクションやカートゥーンに登場する地球外生命が地球に降り立ったとき、たまたま最初に出会った人間に呼びかける英語のフレーズ。作品によってはシャレをきかせたり、宇宙人が地球人だと思って動物や物体に話しかけるなど、コミカルな効果を持たせるために使われる。
このフレーズは1953年にアメリカの雑誌『ザ・ニューヨーカー』に掲載されたアレックス・グラハムのカートゥーンからきているとみられ、同作では2人の宇宙人が馬に「Kindly take us to your President!」と言っている様子が描かれている。
このフレーズは現実社会でも使われるほど流行した。
日本では宇宙人の定番フレーズとして「ワレワレハウチュウジンダ」がある。

## 関連作品
このフレーズはサイエンス・フィクションなどでよくパロディされる。
- If it's not too much of a cliché, take me to your leader. If it is too much of a cliché, take me anyway.
  - （ルーク・スカイウォーカー、『Luke Skywalker and the Shadows of Mindor』（2008年））
- 1997年のロバート・ゼメキスの映画『コンタクト』でジョディ・フォスターが演じる主人公に向けて使われた。
- 「"I want you to do something for me", she said, and unexpectedly laughed. "I want," she said, and laughed again. She put her hand over her mouth and said with a straight face, "I want you to take me to your leader."」
  - ダグラス・アダムズの小説『宇宙クリケット大戦争』（1982年）で登場人物のトリリアンがクリケットの住民に話しかけるシーンで使われた。
- BBCのテレビドラマシリーズ『ドクター・フー』では幾度も使われ、ドクターは皮肉めいたり困ったように話す。
- テレビドラマスーパーマンの1957年5月放送の「Mr. Zero」においても使われた。
- ナポリ湾（1960年）
  - クラーク・ゲーブル演じる登場人物が弟が島に着き、そこで先に連絡してあった少年と話しているとき、要領を得なかったときにゲーブルが言った台詞[4]。
- 『ハタリ!』[4]
- 『地獄の門』[4]